# Штанько, Артём Анатольевич
Артём Анато́льевич Штанько́ (укр. Артем Анатолійович Штанько; 6 сентября 1980) — украинский футболист, вратарь.

## Карьера
Выпускник Днепропетровского спортинтергата. Первый тренер — Игорь Ветрогонов. Свою футбольную карьеру начал в клубе «Олимпия АЭС». 24 апреля 1999 года дебютировал в Премьер-лиге Украины в составе «Николаева». В 2004 году перешёл в мариупольский «Ильичёвец», однако за четыре года ни разу не сыграл в составе главной команды. Вместо того играл во Второй лиге Украины в составе клуба «Ильичёвец-2». В начале 2008 года перешёл в клуб Первой лиги Украины «Оболонь», где уже осенью того года стал основным голкипером команды. По окончании сезона 2008/09 клуб получил право выступать в Премьер-лиге Украины. Во время зимнего трансферного окна сезона 2009/10 главный тренер клуба «Кривбасс» Юрий Максимов пригласил в клуб в качестве резервного голкипера. Но уже в сезоне 2010/11 выходил почти одинаковое количество раз с основным вратарём команды Евгением Боровиком. В июле 2013 года перешёл в российский клуб «Луч-Энергия».
В апреле 2019 года решением КДК ФФУ отстранён от любой футбольной деятельности на 3 года условно, с испытательным сроком в 2 года, за участие в организации договорных матчей. После дополнительного рассмотрения дела срок дисквалификации был изменён на 1 год.

## Достижения
- Серебряный призёр Первой лиги Украины: 2008/09
- Бронзовый призёр Первой лиги Украины: 2007/08
- Чемпион Летней Универсиады: 2007
- Обладатель Кубка ФНЛ: 2014

## Государственные награды
6 сентября 2007 года награждён Медалью «За труд и победу».

## Личная жизнь
Женат. Есть дочь Арина.